# Арсеньев, Александр Васильевич (1782—1840)
Александр Васильевич Арсеньев (9 (20) июля 1778 / 9 (20) июля 1782, Москва — 8 (20) сентября 1840, Москва) — директор репертуарной части Императорского Московского театра и Московской конторы адресов, действительный статский советник, камергер.

## Биография
Из древнего рода дворян Арсеньевых. Отец — московский губернский предводитель дворянства, начальник Московского ополчения во время Отечественной войны 1812, генерал и кавалер В. Д. Арсеньев. Мать — Авдотья Александровна Соймонова, сестра статс-секретаря императрицы Екатерины II, действительного тайного советника П. А. Соймонова, директора Императорских театров Российской империи с 1789 по 1791.
Родился в Москве. Согласно родословной рода Арсеньевых и сведениям многочисленных биобиблиографических источников (в том числе Московского некрополя) Арсеньев родился в 1782. Однако, эти сведения противоречат данным формулярного его списка. Он никогда официально не служил в должности директора Императорского Московского театра, о чём также говорится в популярной библиографии. Однако, по своей должности — управляющего репертуарной частью, возглавлял контору Императорского Московского театра в периоды вакации должности её управляющего или директора.
Образование получил домашнее. Был приходящим вольнослушателем лекций в Московском университете. Владел латынью, греческим, немецким и французским языками. В юношестве писал стихи в жанре оды, занимался переводами французских просветителей. В мемуарах упоминаются его драматические пробы и участие в домашних любительских спектаклях.
В службу записан в феврале 1782 сержантом лейб-гвардии Измайловского полка. В 1783 переведён в лейб-гвардии Конный полк. В июле 1784 переведён в сводный гренадерский батальон лейб-гвардии Преображенского полка. Из сержантов лейб-гвардии с 23 января (3 февраля) 1797 выпущен в действительную службу прапорщиком Астраханского гренадерского полка. Не отправляясь к месту службы, с 3 (14) февраля 1797 переведён тем чином по армии и зачислен в «штат провиантской». Служил в Москве. С 2 (13) октября 1797 пожалован подпоручиком; с 15 (26) октября 1798 — поручик; в 1800 уволен, по прошению, в отставку.
В 1801 вновь принят поручиком «в штат провиантской» и назначен в комиссию Московского провиантского депо. Из армии поручиков с 15 (27) февраля 1802 пожалован в титулярные советники; с 29 октября (10 ноября) 1803 — коллежский асессор, за отличие; с 28 мая (9 июня) 1806 — надворный советник, в том же ведомстве. Служба в провиантском штате очевидным образом связана со службой его отца: 22 апреля (4 мая) 1801 из отставных бригадиров В. Д. Арсеньев императором Александром I был пожалован в ген.-майоры и определён в Провиантский штат Военной коллегии; состоял правителем комиссии при Московском депо Провиантской экспедиции Военной коллегии с 1802 по 1806 год, а в феврале 1807 был избран предводителем дворянства Московского уезда Московской губернии и с государственной перешел на службу по выборам дворянства.
После отставки отца, Арсеньев перешел на службу в Придворный штат. Был одним из тех чиновников, кто участвовал в деле реформирования театров во время правления Александра I и стоял у истоков создания московской театральной школы. Тем же чином — надворного советника, А. В. Арсеньев с 22 марта (3 апреля) 1807 определён членом дирекции (театральной конторы) Императорского Московского театра на должность помощника управляющего репертуарной частью П. Н. Приклонского. Обстоятельства его назначения, состоявшегося вскоре после учреждения самого Московского театра (1805) и приобретения казной для театра столыпинской труппы крепостных артистов (1806), не известны. По первому штату Императорского Московского театра от 8 (20) августа 1808, Арсеньев был назначен помощником («присутствующим в конторе дирекции») по репертуарной части нового «начальствующего» над Московским театром В. А. Всеволожского. Став вице-директором театральной конторы, после удаления Всеволожского от должности, вместе с управляющим хозяйственной частью, с декабря 1808 по сентябрь 1810 Арсеньев принял в свое заведывание управление театром. Несмотря на неоднократные преобразования управления Императорским Московским театром неизменно служил во главе его репертуарной части до 1830 года.
По высочайше утвержденным 28 декабря 1809 (9 января 1810) «Положению о театральной дирекции», «Порядку внутреннего управления дирекцией», «Положению о театральных артистах» и др. законодательным актам, регулирующих работу Московского театра, основной обязанностью Арсеньева было составление репертуара театра, выбор и рассмотрение пьес «согласных как со вкусом публики, так и с выгодами дирекции», и их представление главному директору для утверждения к постановке. Если стоимость постановки превышала 5000 руб., то она утверждалась императором. Арсеньев должен был знать амплуа каждого актера и балетного артиста («дансера»), обязанности каждого музыканта оркестра, требовать он них исполнения службы и соблюдения дисциплины, а также докладывать главному директору «в случае их небрежения». Он же «цензурирует вновь поступающие, представляя оные с замечаниями своими на рассмотрение и утверждение главного директора, наблюдает, чтобы репетиции делались всегда в свое время и спектакли давались в должном порядке, а посему, все инспекторы трупп и состоят под его начальством». В Москве были созданы постоянные (штатные) русская драматическая, оперная, французская и балетная труппы, оркестры при всех труппах, открыты театральная школа, библиотека и типография. Организованы художественная (декорации и бутафория), уборная (гардероб) и инструментальная (ноты и музыкальные инструменты) части театра. В награду за сочинение и переводы театральных пьес авторам стал выплачиваться гонорар. Десятая часть со сборов от представлений шла на содержание Императорского Воспитательного дома. Артистам императорского театра было запрещено участвовать в частных спектаклях и концертах и выступать «вообще не в пользу дирекции». Издание театральных афиш стало монопольным правом театральной дирекции. С 16 (28) сентября 1810 управляющим (главным директором) Московской театральной дирекцией был назначен А. А. Майков. Его помощником по репертуарной части оставался Арсеньев. На таких основаниях начиналась практически 25-летняя его служба в той должности. В период с 1807 по 1812 репертуар и состав артистов Императорского Московского театра значительно преобразились. Для театра в 1808 было построено новое деревянное здание близ Арбатских ворот, на Пречистенском бульваре (Арбатский театр). С назначением Арсеньева управляющим репертуарной частью, в том же — 1808, кроме спектаклей дирекция стала устраивать маскарады и концерты, считая их доходной статьей и на устройство которых получила монопольную привилегию. В том же — 1808, значительно была усилена французская труппа, которая выступала в Доме Пашкова. Для выступлений в Москве дирекция стала приглашать артистов из С.-Петербурга.
В марте 1809 Арсеньев высочайше пожалован бриллиантовым перстнем; с 9 (21) мая 1809 пожалован в звание камер-юнкера, с оставлением в должности; 26 апреля (8 мая) 1812 «за отличие» высочайше вновь пожалован бриллиантовым перстнем. Высочайшим указом от 30 июня (12 июля) 1816 пожалован коллежским советником, со старшинством с 28 мая (9 июня) 1810 и оставлением в придворном звании. Высочайше награждался бриллиантовыми перстнями 30 августа (11 сентября) 1817 и 10 (22) августа 1818. Эти награждения были связаны с успешным развитием Московского театра, в частности, с финансовой его частью.
По новым штатам, в связи с отделением Императорского Московского театра от общей дирекции Императорских театров и его подчинением московскому военному генерал-губернатору, указом от 30 марта (11 апреля) 1823 назначен директором репертуарной части Театральной конторы (или Московской театральной дирекции) Императорского Московского театра. В той должности, высочайшим указом от 6 (18) сентября 1823, пожалован в чин статского советника. Указом от 2 (14) октября 1827 пожалован в звание камергера, с оставлением в должности. В связи с новым реформированием управления Императорским Московским театром, в 1830 году должность Арсеньева была упразднена, и он остался за штатом. Высочайшим указом от 20 апреля (2 мая) 1830 причислен к Герольдии. Его преемником, в должности инспектора репертуарной части, назначен А. Н. Верстовский, протеже Ф. Ф. Кокошкина.
Во время Отечественной войны 1812 Арсеньев занимался вопросами эвакуации московских театров, их имущества и артистов труппы. В послевоенный период принимал участие в восстановлении театральной жизни Москвы. При нём были построены и в новых зданиях открыты Большой и Малый театры, благоустроена Петровская (Театральная) площадь, сформированы новые штаты русской драматической, оперной и балетных трупп московских театров, значительно преобразовался театральный репертуар, были заложены традиции московской театральной и балетной школы, вновь образована французская труппа (Французский театр). Непосредственным куратором строительства Большого театра был близкий его родственник, московский сенатор А. А. Арсеньев. Он хорошо знал родителей Арсеньева и служил в гвардейской охране Екатерины II во времена П. А. Соймонова. Однако настоящим его покровителем, в 1820-х стал московский военный генерал-губернатор князь Д. В. Голицын. Арсеньев был «глазами и ушами» князя в деле управления Московским театром, которому губернатор уделял большое внимание.
По своей должности А. В. Арсеньев был заместителем А. А. Майкова, его замещавшего А. И. Сухопрудского, а затем Ф. Ф. Кокошкина, при котором в 1820-х создавалась слава московской театральной школы. Последний стремился реформировать московские театры и удалить Арсеньева от службы как сторонника старых порядков и клеврета московского ген.-губернатора. По воспоминаниям одних современников, Арсеньев был человеком образованным, большим знатоком и страстным поклонником греческой литературы, любезным и благовоспитанным, но странным. Имел нрав весьма тихий, скромный и скрытный. В театре появлялся только по делам службы. Вел замкнутый и домашний образ жизни, избегая приглашений в гости к начальству, знакомым и друзьям. Арсеньев «чуждался всякого угощения», избегал театральных кружков, литературных салонов и светских мероприятий. Это удивляло московское общество, учитывая его должность. Однако, по воспоминаниям других современников, за кулисами А. В. Арсеньев "обращался деспотически с младшими актерами и с воспитанниками театральной школы: позволял себе ругать их, как ему вздумается: «дурак, болван, скотина» и т. п., — заставляя всех, при обращении к нему говорить — не Александр Васильевич, а «ваше высокородие», прибавляя при этом: «помни, дурак, у меня шляпа с белым плюмажем». По сведениям генеалога и историка рода Арсеньевых В. С. Арсеньева, А. В. Арсеньев был масоном и в первой четверти XIX в. состоял членом неких масонских лож. Однако, до настоящего времени об этой стороне его деятельности мало что известно.
Директор репертуарной части был цензором сцены. От его решений зависело, произведение какого драматурга будет поставлено, а значит, каков будет успех у публики, что прямо влияло на кассовые сборы и финансовое положение московских театров. От него же зависело и утверждение постановки, выбираемой ведущими артистами для своего бенефиса, что прямо влияло на их финансовое положение. Однако, должность начальника репертуара, который возглавлял одновременно также оперную и балетную труппы, была должностью государственного чиновника и для её замещения не требовалось быть причастным к литературе, музыке или искусству. Арсеньев целиком рассчитывал на то, «что актеры сами, общими силами, сладят постановку», и являлся лишь на последние репетиции, чтобы «санкционировать готовность пьесы к представлению». Как театральный деятель в плане самостоятельного творчества, в отличие от А. А. Майкова и Ф. Ф. Кококшина, Арсеньев не известен. Дела по репертуару театра, по воспоминаниям С. Т. Аксакова, он предоставил решать всецело Кокошкину. Сам же предпочитал заниматься административными вопросами репертуарной части.
После отставки, в том же — 1830, был определен на службу в ведомство М-ва внутренних дел, чиновником особых поручений при московском военном генерал-губернаторе. После смерти предшественника — Н. А. Головина, кн. Д. Н. Голицын назначил Арсеньева на полицейско-административную должность правителя (директора) 1-го отделения московской Конторы адресов, состоявшей в непосредственном подчинении ген.-губернатора. Административный сбор, который уплачивался в Контору адресов, бывшей полицейским учреждением, шел на городские нужды. Однако, его часть, по заведённой с давних лет традиции, направлялась для назначения денежных наград чиновникам генерал-губернаторского управления сверх сумм, ассигнованных казной. Арсеньев служил в том ведомстве до своей кончины. Его преемник — А. К. Поццо. По протекции кн. Д. Н. Голицына в деле первоначальной организации (возобновления) Французского театра Арсеньев выдвигался на должность его управляющего, однако, это назначение не состоялось. С оставлением в придворном звании камергера, высочайшим указом от 18 (30) мая 1834, пожалован в чин действительного статского советника, с оставлением в должности правителя 1-го отделения, то есть директора Московской конторы адресов.
Кавалер орденов Святой Анны 3-й ст. (15.01.1826) и 2-й ст. (04.06.1838); 22 мая (3 июня) 1816 пожалован бронзовой медалью «В память Отечественной войны 1812 года», на Владимирской ленте; 22 августа (3 сентября) 1828 награждён знаком отличия беспорочной службы «XXX» лет, а 22 августа (3 сентября) 1835 — з. о. «XXXV». Высочайшим повелением от 7 (19) октября 1840, за ревностную службу и отличные труды, объявлено ему монаршее Его Величества благоволение, то есть рескрипт о награждении состоялся уже после его кончины.
С 15 (27) марта 1817 избран почётным членом Московского общества испытателей природы при Императорском Московском университете. Тульский и калужский помещик. Был холост.